# Рас-тархан
Рас-Тарха́н — хазарский полководец. Возглавлял хазарскую армию во время нашествия на Закавказье в 764 году. Действуя по приказу кагана, он атаковал области Албании и Восточной Грузии. Одно арабское войско хазары разбили, а другое обратили в бегство. Они успели уйти безнаказанными до прихода свежей арабской армии, захватив огромное количество пленных, скота и лошадей.
Имя полководца приводится в источниках в нескольких вариантах: Ас-Тархан (ат-Табари), Раш-Тархан (Гевонд) и Рас-Тархан (Ал-Йакуби). О его личности известно, что он был хорезмийцем и принадлежал к роду Хатирлитбер. В этом имени скрывается тюркский титул эльтебер, который в Хазарии носили вассальные князья. Существуют различные теории (которые не подкреплены доказательстваими), связывающие Рас-Тархана с донскими аланами — ясами (В. Ф. Минорский), русами (Г. В. Вернадский), Астраханью (Г. Н. Потанин) или с известной в Хазарии в более позднее время хорезмийской гвардией.